# Мейер фон Кнонау, Герольд Людвиг
Герольд Людвиг Мейер фон Кнонау (нем. Gerold Meyer von Knonau; 2 марта 1804 — 1 ноября 1858) — швейцарский географ, историк и архивист.

## Биография
Родился в Цюрихе, в семье Регулы Лаватер-Мейер и Людвига Мейера фон Кнонау (1769—1841). Получил начальное образование в Цюрихе. Весной 1824 года он вместе со своим младшим братом Конрадом покинул Цюрих, чтобы получить высшее образование в Берлине. Там, продолжая заниматься географией, познакомился с немецкими учеными, включая географа Карла Риттера, с которыми он поддерживал связь до самой смерти. После продолжительного пребывания во Франции он вернулся в Цюрих в 1827 году. В течение следующих десяти лет посвятил себя благотворительной деятельности и опубликовал свои первые работы. Помимо публикаций, он обеспечивал свой доход, работая в юридической фирме. В рамках своей научной деятельности поддерживал контакты с известными швейцарцами, среди которых был Стефано Франшини.
В 1837 году женился на Эммерентиане Клеоф Мейер, дочери аптекаря Генриха Мейера; в браке родился сын Герольд, также известный историк. Его жена считалась очень умной и образованной и поддерживала работу мужа до самой своей смерти в 1871 году. После длительной поездки за границу Мейер фон Кнонау заболел брюшным тифом и умер в Цюрихе в 1858 году. Был похоронен на частном кладбище Хоэ Променад в Цюрихе.

### Первый государственный архивариус Цюриха
С 1827 года Мейер фон Кнонау работал в государственной администрации бывшего города-государства Цюрих, а с 1837 года и вплоть до своей смерти — первым государственным архивариусом кантона Цюрих. В этой должности он впервые открыл архивы для научных исследований и положил начало истории сегодняшнего Государственного архива кантона Цюрих. В частности, он включил в состав Государственного архива первые специальные архивы: в 1838 году — Антистициальный архив (архив региональной церкви), в 1840 году — Финансовый архив, в 1848 году — Стифцархив Гроссмюнстеров, а в 1840-х годах — архив Кауфманского управления. С присоединением в 1853 году школьного архива связанного с Гроссмюнстером Каролинума, в него был включен отдел документов города и сельской местности с правовыми титулами и договорами старого города-государства, которые хранились в ризнице Гроссмюнстера со времён Средневековья. Кроме того, в 1839 и 1850 годах он составил первые печатные архивные планы для частичных фондов других архивных коллекций.

### Историк и географ
Конспект, написанный им в Цюрихе после 1824 года, был расширен в 1838/1839 годах до двухтомной работы по географии Швейцарской Конфедерации. Для книжного магазина Huber & Co. в Санкт-Галлене он разработал «всеобъемлющее описание Швейцарии» и «подробную статистику», которая также была задумана как путеводитель. Работа должна была дать «как можно более верное представление о нашем отечестве не только в его нынешнем, но и в прежнем состоянии».
Для широкой аудитории предназначались небольшие биографические работы. Его биография Анны Райнхарт, жены влиятельного лидера цюрихской реформации Ульриха Цвингли, написанная в 1835 году, была и, вероятно, остается самой читаемой из них. В 1833 году был издан популярный и широко распространённый сборник «Heldinnen des Schweizerlands», сопровождаемый литографическими иллюстрациями. В 1847 году опубликовал «Die Böcke», вклад в историю семей и обычаев Цюриха.
До самой смерти Мейер фон Кнонау, помимо функций государственного архивариуса, занимался разнообразной литературной деятельностью. Помимо статистических исследований и международной переписки, он принимал участие в научных мероприятиях 1850-х годов. Для Общества всеобщих исторических исследований Швейцарии продолжил архивную серию (тома I—IV) с 1840 по 1845 год. В 1850 году, в качестве государственного архивариуса опубликовал издание архива цистерцианского монастыря Каппель, а также реестры имперских хартий кантона Цюрих до 1400 года. Также интересовался нумизматикой и после «eidgenössische Münzveränderung» 1852 года собрал коллекцию швейцарских монет, которую опубликовал в «Verzeichniß der Schweizerischen Münzen von den ältesten Zeiten bis auf die Gegenwart». Майер фон Кнонау расширил атлас по истории Швейцарии. В 1852 году по поручению федеральных властей он возглавил работу по изданию собрания старых федеральных договоров и опубликовал последний том (с 1778 по 1798 год) этой серии в 1856 году.
В 1853 году он вместе с Саломоном Фёгелином основал книжное издательство «Zürcher Taschenbücher».